# 湘阴文庙
湘阴文庙，位于湖南省湘阴县文星街道东湖西岸，弼时街25号。
现为湘阴县博物馆所在地。

## 历史
清朝道光三年的《湘阴县志》载：湘阴文庙始建于北宋慶曆四年（1044年）。崇宁初年，徙建学城东义胜坊，即为今址。元末毁于兵火。明清两代多次予以维修、加修、重修。清朝咸丰元年（1851年），湘阴文庙已是“规模宏丽，遂甲于湖以南”，建筑群以大成殿为中心，组成若干庭院。
抗日战争期间，做为湘北会战主战场的湘阴县多次遭受日军轰炸，文庙建筑损失惨重。忠孝悌义祠、诗礼堂、仰高亭、毓粹门、观德门、鼓亭、钟楼、仰高门、景行门、明伦堂、崇圣祠等不复存在。1940年代末是中國國民黨湘阴县党部和湘阴县政府所在地。1949年8月2日，接管湘阴县的晋中南下工作团第五中队入驻湘阴文庙。8月3日，在大成殿宣布成立湘阴县人民政府。8月4日，成立中国共产党湘阴县委员会。至1956年，为中国共产党湘阴县委员会的机关办公场所。
1954年，湘阴县为拓展城镇交通，在文庙建筑废墟之上开辟弼时路，遂将湘阴文庙分为前后两部，前半部以棂星门、金声、玉振坊、太和元气坊及泮池、状元桥为主，后半部仅存主体建筑大成殿。1983年，湖南省人民政府将湘阴文庙列为湖南省重点文物保护单位。1986年11月，大成殿修缮第一期工程竣工，同时对文物保护范围内的现代建筑进行拆除、拆迁。1992年至1994年，国家文物局拨款进行第二期维修，主要修复大成殿中轴线上的圣时门、大成门、乡贤祠、名宦祠，并增修孔子像，四贤人像，及佛龛。1997年9月，开始第三期维修工程。1998年8月竣工，湘阴文庙成为湖南全省保存最好的文庙之一。2013年，中国国务院列入第七批全国重点文物保护单位。

## 建筑布局
湘阴文庙建筑群南北长280米，东西宽50米，占地面积14,000平方米。前院由棂星门、金声坊、玉振坊、泮池、状元桥、太和元气坊等组成；主院由圣时门、大成门、乡贤、名宦祠、东、西厢房、大成殿等组成；后院由仰高亭、藏经阁、崇圣祠等组成，已毁于战火。
现存大成殿是清乾隆九年（1744年）重建，砖木结构，面阔三间，进深三间，殿高15米，为重檐歇山顶样式。

## 照片
- 大成门
- 棂星门和玉振坊